# Magnus Samuelsson
Magnus Samuelsson (Linköping, provincia de Östergötland, 21 de diciembre de 1969) es un strongman y actor sueco, más conocido por haber interpretado a Gunnar Nyberg en la serie de películas y miniseries de Arne Dahl y un referente de El hombre más fuerte del mundo.

## Biografía
Está casado con Kristin Samuelsson, con quien tiene dos hijos.

## Carrera
En 2011 se unió al elenco principal de la película Arne Dahl: Misterioso, donde interpretó por primera vez al oficial de la unidad especial "Grupo A" Gunnar Nyberg, la película es parte de la franquicia de Arne Dahl. En 2012 interpretó nuevamente a Nyberg en la película Arne Dahl: Ont blod, ese mismo año apareció en las miniseries Arne Dahl: Upp till toppen av berget, Arne Dahl: De största vatten y en Arne Dahl: Europa Blues. En 2017 se unió al elenco de la segunda temporada de la serie The Last Kingdom, donde dio vida a Clapa.

## Filmografía

### Series de televisión
| Año             | Título                               | Personaje     | Notas                   |
| --------------- | ------------------------------------ | ------------- | ----------------------- |
| 2017 - presente | The Last Kingdom                     | Clapa         | -                       |
| 2015            | Arne Dahl: Himmelsöga                | Gunnar Nyberg | 2 episodios - miniserie |
| 2015            | Arne Dahl: Efterskalv                | Gunnar Nyberg | 2 episodios - miniserie |
| 2015            | Arne Dahl: Mörkertal                 | Gunnar Nyberg | 2 episodios - miniserie |
| 2015            | Arne Dahl: Dödsmässa                 | Gunnar Nyberg | 2 episodios - miniserie |
| 2015            | Arne Dahl: En midsommarnattsdröm     | Gunnar Nyberg | 2 episodios - miniserie |
| 2012            | Arne Dahl: Europa Blues              | Gunnar Nyberg | 2 episodios - miniserie |
| 2012            | Arne Dahl: De största vatten         | Gunnar Nyberg | 2 episodios - miniserie |
| 2012            | Arne Dahl: Upp till toppen av berget | Gunnar Nyberg | 2 episodios - miniserie |

### Películas
| Año  | Título                | Personaje     | Notas                                                                                                |
| ---- | --------------------- | ------------- | --- |
| 2012 | Arne Dahl: Ont blod   | Gunnar Nyberg | junto a Shanti Roney, Malin Arvidsson, Matias Varela, Claes Ljungmark, Niklas Åkerfelt y Irene Lindh |
| 2011 | Arne Dahl: Misterioso | Gunnar Nyberg | junto a Shanti Roney, Malin Arvidsson, Matias Varela, Claes Ljungmark, Niklas Åkerfelt y Irene Lindh |

## Atletismo
Magnus trabaja como granjero a tiempo completo y fue campeón de la competición hombre más fuerte del mundo en 1998 en Marruecos. Magnus ha alcanzado el pódium en esta competición en 5 ocasiones y es reconocido por su longevidad en este deporte. Tiene el récord por llegar a la final en 10 ocasiones, proeza alcanzada a lo largo de 13 años desde 1995 a 2007. Fue el primer hombre en ganar el Strongman Super Series 2001.
También es uno de los 5 hombres que han conseguido cerrar el gripper Captain of Crush N.º 4 de Ironmind bajo condiciones oficiales. Magnus es conocido por tener los brazos más fuertes del mundo y se ha ganado el apodo de "Rey de las piedras", en referencia a su dominio en la prueba de la piedra McGlashen a través de su carrera.
Después de fallar en la ronda clasificadora en 2005, Magnus volvió a la competición en el 2006. Sin embargo debido a una lesión de espalda no consiguió clasificarse. En 2007 Magnus volvió a la competición con solo unas pocas semanas para prepararse y finalizó en un honroso cuarto puesto en lo que el mismo describió como la final más dura de todos los tiempos.

### Vida deportiva
Comenzó a levantar pesas a los 16 años luego de ver a Jón Páll Sigmarsson compitiendo en la televisión.
Ganó la competición del hombre más fuerte del mundo en 1998, y es el mejor en el evento del paseo del granjero. Magnus ha estado también entre los diez mejores en cinco ocasiones. También es uno de los strongman que más ha participado en la competición: 10 veces entre 1995 y 2007. 
En 2005 Magnus no logró clasificar, y en 2006 quedó penúltimo debido a una lesión en la espalda.
Magnus mide 2 metros y pesa cerca de 160 kg, y es conocido por su agradable personalidad y carisma. Vive con su esposa Kristen, campeona dos veces del concurso La mujer más fuerte de Suecia.

### Datos
- Altura: 1,98 m
- Peso: 156 kg
- Pecho : 147 cm
- Cintura: 105 cm
- Bíceps: 60 cm
- IMC: 39
- Calzado de pie: 47
- Porcentaje de grasas: 15-20%
- Porcentaje muscular: 70%
- Masa muscular: 109 kg

| El hombre más fuerte del mundo |                |                           |
| Precedido por: Jouko Ahola     | Primero (1998) | Sucedido por: Jouko Ahola |